# الهند الصينية الفرنسية في الحرب العالمية الثانية

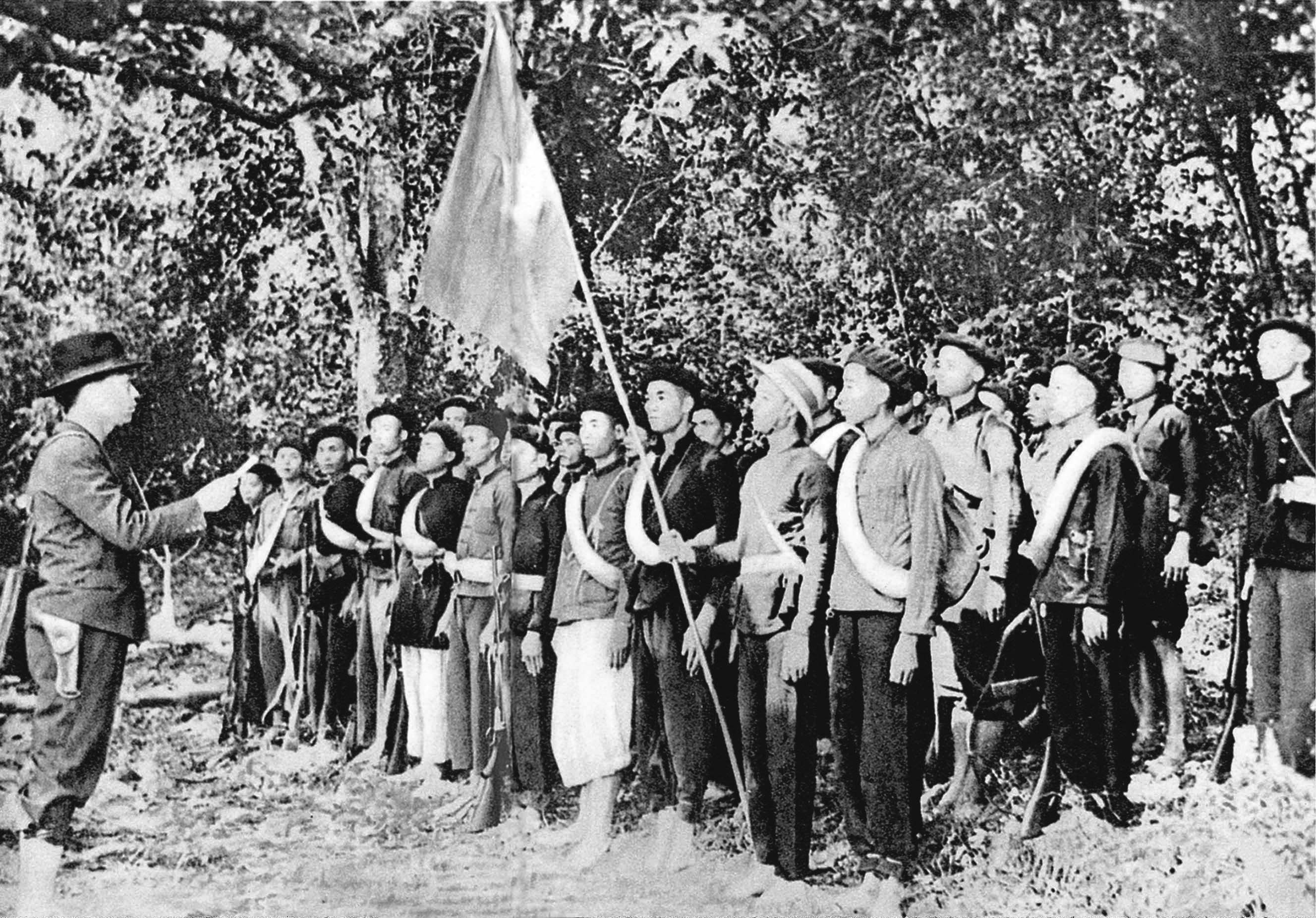
فون نجوين جياب (على اليسار) بصحبة قوات فيت مين في الأدغال بالقرب من كاو باك لانغ عام 1944

في صيف 1940 انتصرت ألمانيا النازية انتصارًا سريعًا على الجمهورية الفرنسية الثالثة، وصار الحكم الاستعماري للهند الصينية الفرنسية (فيتنام ولاوس وكمبوديا حاليًّا) في يد فرنسا الفيشية. في سبتمبر 1940 غزت القوات اليابانية أجزاء من الهند الصينية، وفي يوليو 1941 بسطت سيطرتها على الهند الصينية الفرنسية كلها. قلقت الولايات المتحدة من التوسع الياباني، فبدأت في يوليو 1940 تضييق الخناق على صادرات الصُّلب والنفط إلى اليابان. أرادت اليابان التحرر من تلك القيود والاكتفاء ذاتيًّا، فحفزها هذا إلى الهجوم في 7 ديسمبر 1941 على الإمبراطورية البريطانية (في هونغ كونغ وملايو) والولايات المتحدة (في الفلبين وبيرل هاربر بهاواي). من أجل ذلك أعلنت أمريكا الحرب على اليابان في 8 ديسمبر 1941، ثم انضمت إلى الإمبراطورية البريطانية -التي كانت حينئذ في حرب ضد ألمانيا من 1939- وحلفائها في محاربة دول المحور.
في 1941 أقام شيوعيُّو الهند الصينية مركز قيادة خفيًّا، لكن المقاومة الفيتنامية الشيوعية وغير الشيوعية ضد اليابان وفرنسا ظلت في معظمها على الحدود الصينية. مما فعله الصينيون لمعارضة التوسع الياباني: دعموا في 1935/1936 قيام حركة مقاومة فيتنامية قومية في نانجينغ، تُدعى «دونغ مِنْ هُوي»، وكان فيها شيوعيون، لكن لم يكن زمامها بأيديهم. وعندما لم يوفر لهم هذا البياناتِ الاستخباراتية المطلوبة، أطلقوا سراح هو تشي منه، الذي عاد في 1941 إلى فيتنام ليقود حركة سرية استهدفت اتحاد «فيت مين» الشيوعي. دعمت هذه المهمة وكالات إستراتيجية غربية، منها «مكتب الخدمات الاستراتيجية الأمريكي». حاولت استخبارات فرنسا الحرة أيضًا أن تؤثر في تطورات التعاون الفيشي الياباني.
في مارس 1945 اعتقلت اليابان المسؤولِين الفرنسيين، وسيطرت على فيتنام حتى هزمها الحلفاء في أغسطس. عندئذ كانت ثورة أغسطس الفيتنامية قد أدت إلى تشكيل حكومة مؤقتة، لكن الفرنسيين استعادوا السيطرة على البلاد في 1945-1946.
إذا نظرنا إلى الصورة الكبرى لجنوب شرق آسيا عند انتهاء الحرب العالمية الثانية، سنرى عدة حركات متعارضة:
- حركة غربية عامة مضادة للشيوعية، عَدَّت فرنسا حامية المنطقة من التوسع الشيوعي.
- حركات قومية مضادة للاستعمار، استهدفت الاستقلال عن فرنسا.
- شيوعيين أرادوا بسط نفوذهم.

لم تكن الخطوط الفاصلة بين تلك الحركات واضحة دائمًا، وقامت بينها بعض التحالفات. أعرب فرانكلين روزفلت عدة مرات قبل مماته في 1945 عن كراهية لفكرة أن تسترد فرنسا سيطرتها على الهند الصينية.
في 1999 كتب روبرت ماكنامارا (وزير الدفاع الأمريكي الثامن، ومخطِّط التدخل الأمريكي في فيتنام) أن كلا الجانبين ضيَّعا فُرَصًا. فالولايات المتحدة تجاهلت التقارير الاستخباراتية التي أعدها مكتب الخدمات الاستراتيجية عن قومية «هو تشي منه»، وعندما شكّت حكومة ترومان في كونه مجرد بيدق سوڤييتي، فشلت الولايات المتحدة في تبيّن الحقيقة. لم يقتنع ماكنمارا بأن الصين تهديد كما زعمت الولايات المتحدة، نظرًا للعداوة الصينية الفيتنامية القائمة من نحو ألف عام، ولا بما زعمه دين آتشيسون من أن الفرنسيين «ابتزوا» الولايات المتحدة لتدعمهم. أما اتحاد فيت مين، فرأى ماكنمارا أنهم أساؤوا تفسير سكوت الولايات المتحدة وعدم استجابتها حين عَدُّوهما تصريح عداوة، وأنهم سمحوا للسوڤييتيين والصينيين بابتزازهم.

## الحرب العالمية الثانية

### 1940
بعد انهزام فرنسا وعقد هدنة في 22 يونيو 1940، صار ثُلثاها تقريبًا تحت سيطرة الجيش الألماني مباشرة. وصار جنوبها الشرقي ومستعمراتها تحت حكومة اسمية مستقلة، برئاسة المارشال فيليب بيتان بطل الحرب العالمية الأولى، وكانت عاصمتها فيشي. لم تكن اليابان حينئذ قد حالفت ألمانيا بعد (تحالفهما الذي بدأ بالاتفاق الثلاثي في سبتمبر 1940)، فطلبت عون الألمانيين على قطع الإمدادات التي تمر إلى الصين عبر الهند الصينية.

### ازدياد ضغط دول المحور
لم يكن لدى الجنرال جورج كاترو (الذي طلب في البداية دعم بريطانيا) أي دعم عسكري من خارج فرنسا، فأوقف التجارة إلى الصين ليتجنب التمادي في استفزاز اليابان. في 25 يونيو دخل فريق تحقيق ياباني الهند الصينية، بقيادة إيساكو نيشيمورا.
يوم وصول نيشيمورا، عزلت فرنسا الفيشية كاترو، لإجرائه اتصالًا أجنبيًّا مستقلًّا. حل محله نائب الأدميرال جان ديكو، الذي قاد القوات البحرية الفرنسية في الشرق الأقصى، وكان مقره في سايغون.